# Ньярлатхотеп (рассказ)
«Ньярлатхотеп» (англ. Nyarlathotep) — короткий рассказ («поэма в прозе» длиной в 1150 слов) американского писателя Говарда Филлипса Лавкрафта, написанный в 1920 году. Впервые опубликован в журнале «The United Amateur» в ноябре того же года. В этом рассказе впервые появляется описание одного из Древних богов.

## Сюжет
Поэма написана от первого лица. Рассказчик — похоже, единственный свидетель, который рассказывает свое видение Конца света. Вначале мир пережил кризисы и изменение климата. Все люди ощущают страх и кричат во сне от кошмарных фантазмов (англ. Phantasms of the night). Холодные ветра из бездны в космосе заставляют людей прятаться в самых тёмных и пустынных местах. Вселенная переходит из-под контроля Известных богов (англ. Known gods) к Неизвестным богам (англ. Unknown gods). И тогда из Египта вышел Ньярлатотеп.

Ньярлатотеп собирает толпы зрителей по всему миру на научных выставках, где демонстрирует новые электрические изобретения. Те, кто посетил и их, может постичь тайное и увидеть особые места, которые другим людям не видны. Ньярлатотеп приезжает в город рассказчика — великий, старый, ужасный город бесчисленных преступлений. Рассказчик поначалу считает его выступления мошенничеством, но, тем не менее, примыкает к толпе зрителей. Поднявшись вверх по бесконечной лестнице, он попадает в душную тёмную комнату. На экране появляются вспышки, которые забирают у людей: «То, что нельзя было взять», и «То, что можно увидеть только в глазах».    

Я увидел закутанные фигуры (англ. Hooded forms) среди руин и желтые злые лица (англ. Yellow evil faces), выглядывающие из-за павших монументов. Мир сражался против тьмы и волн разрушения первичного космоса, кружась, вспениваясь, биясь вокруг тускнеющего, остывающего солнца. Тогда искры поразительно заиграли вокруг голов зрителей, их волосы встали дыбом, а гротескные тени (англ. Grotesque shadows) уселись на корточках у них на головах.  

Нъярлототеп ведёт людей вниз по головокружительной лестнице (англ. Dizzy stairs), в туман, на жаркие и пустые полуночные улицы. Повсюду блекнет электрический свет. Луна становится зелёной. Некая сила заставляет людей начать шествие, разделившись на три колонны. Одна колонна исчезла в узкой аллее, оставив отголоски стонов, а другая вошла в подземку, воя безумным смехом. Колонна рассказчика идёт на тёмное болото (англ. Dark moor), где зловещий снег вырывается из Чернейшей пучины (англ. Gulf all the blacker). Рассказчик тонет в гигантских сугробах и водовороте невообразимого, наблюдая картину разрушения мира: 
Вне миров смутные призраки ужасных созданий, полуневидимые колонны нечестивых храмов, что покоились на безымянном утесе под космосом и тянулись к кружащей голову пустоте выше сфер тьмы и света. Сквозь эти кружащиеся кладбища вселенной звучит сводящий с ума грохот барабанов, и тонкий, монотонный, жалобный вой богохульных флейт из непостижимых, неосвещенных залов, вне времени. Мерзкий грохот и свист труб, явил в медленном танце неуклюжих и нелепых, гигантских, мрачных Изначальных богов (англ. Ultimate gods) — слепых, безмолвных, безумных гаргулий, чья душа — Ньярлатхотеп.

## Персонажи

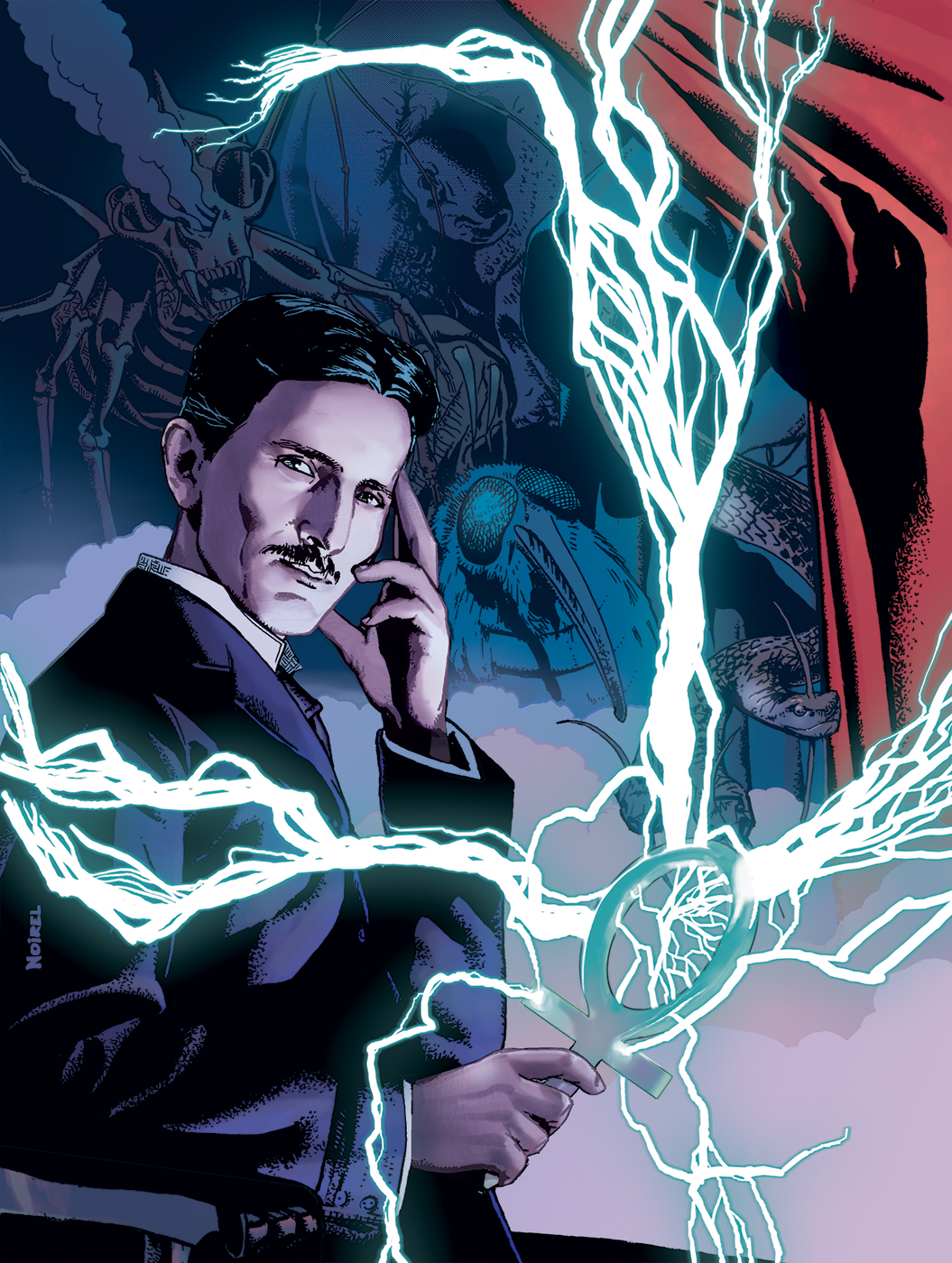
Иллюстрация рассказа «Ньярлатхотеп» Лавкрафта. Художник Жюльен Ноир

- Рассказчик — его имя которого не называется. Жил в старом городе, его друг посоветовал посетить сеансы Ньярлатотепа.
- Ньярлатотеп (англ. Nyarlathotep) — Древний бог, посланник богов, который выглядел как ученый. Так влияет на людей, что сводит их с ума, а в момент презентации, крадет их души. Ньярлатхотеп появляется в повести «Сомнамбулический поиск неведомого Кадата» как главное божество Страны снов. Описан в 21 сонете «Грибы с Юггота».Нъярлототеп вышел из Египта. Был он старшей крови и походил на Фараона. Феллахи падали ниц, завидев его, хотя никто не мог сказать почему. Он восстал сквозь тьму 27 веков. Голоса не с этой планеты доступны его слуху. Смуглый, стройный и зловещий. Приобретая странные инструменты из стекла и металла, он создавал из них инструменты еще более странные. Он говорил в основном о науках —электричестве и психологии, и демонстрировал власть, вызывая призраков. Ещё не видевшие Ньярлатотепа знали, что он несёт разрушение, но их неотвратимо влекло к нему. Куда бы он ни приходил, покой исчезал там; ибо предрассветную тишину разрывали крики ужаса.
- Желтолицые (англ. Yellow evil faces) — желтолицые существа из Иного мира, которых увидел рассказчик на одном из опытов Ньярлатхотепа. В рассказе «Полярная звезда» упоминаются желтолицые Инуты.
- Тени (англ. Shadow) — силуэты нечеловеческих существ. В рассказе «Из глубин мироздания» Лавкрафт описывает «Изначальных существ»: тени, которые проникают из Иного мира, чтобы сеять смерть и безумие. В рассказе «Ньярлатхотеп» похожее описание «Изначальных богов»: слепых, безмолвных, безумных гаргулий, чья душа — Ньярлатхотеп. В обоих рассказах Лавкрафт упоминает людей с желтыми лицами и гаргулий.

## Вдохновение
Ещё в детстве Лавкрафт неоднократно видел сон о фокуснике, который давал удивительные представления в Новой Англии. Однажды Лавкрафту приснился сон, в котором он получил письмо от своего друга, Сэма Лавмена, где тот советовал ему не пропустить удивительное представление Ньярлатхотепа, который якобы приехал в родной город Лавкрафта — Провиденс. Именно этот сон и лёг в основу рассказа.
В готической литературе часто описываются химеры, гаргульи, средневековье, древность, сумасшедшего учёного и многое другое. Лавкрафт основывается на широко распространённых в мифологии Европы легендах о том, что колдуны завлекают людей на шабаш, где похищают их душу и призывают нечисть.
Несколько годами ранее в мире получили широкую огласку раскопки усыпальниц в Долине царей, которые проводил Говард Картер. Ньярлатхотеп появлялся из глубины 27 веков (800 год до н.э.) — это период XXII или XXIII династии Фараонов. Сама по себе дата в 27 веков до н.э. совпадает с появлением самой первой династии Фараонов, и Ньярлатхотеп может говорить об этом периоде, без учёта нового летоисчисления.

## Интерпретации
Уилл Мюррей пишет, что заглавный персонаж «Ньярлатхотеп» — аллегория изобретателя Никола Теслы, поставившего в начале XX века немало странных публичных экспериментов с электричеством. У. Тоупонс предложил марксистскую интерпретацию рассказа: Лавкрафт изображает ощущение шока, гротеска, связанного с деформацией, «отстранением» и разрушением мира, разрываемого чудовищными силами. Ньярлатхотеп служит «голосом» безликих и злобных божеств, управляющих призрачным капиталистическим миром. В 2001 году по рассказу был снят короткометражный фильм, режиссёром которого стал Христиан Мацке (Christian Matzke).